# Ориенталски чухал
Ориенталски чухал (Otus sunia) е вид птица от семейство Совови (Strigidae).

## Разпространение
Видът е разпространен в Бангладеш, Виетнам, Индия, Индонезия, Камбоджа, Китай, Лаос, Малайзия, Мианмар, Непал, Пакистан, Русия, Северна Корея, Сингапур, Тайланд, Шри Ланка, Южна Корея и Япония.